# Kaan Gürbüz
Kaan Gürbüz (ur. 16 sierpnia 2001 w Stambule) – turecki siatkarz, reprezentant Turcji,  grający na pozycji atakującego.

## Sukcesy klubowe
Liga turecka:
- 2024[5]
- 2022[6], 2023[7], 2025[8]

Puchar Turcji:
- 2025[9]

## Sukcesy reprezentacyjne
Mistrzostwa Europy Kadetów:
- 2017[10]
- 9. miejsce 2018[11]

Mistrzostwa Europy U-17:
- 2017[12]

Mistrzostwa Świata Kadetów:
- 11. miejsce 2017[13]

Mistrzostwa Europy Juniorów:
- 12. miejsce 2018[14]

Liga Europejska:
- 2021[15], 2023[16]

Mistrzostwa Europy U-22:
- 4. miejsce 2022[17]

Mistrzostwa Świata:
- 11. miejsce 2022

## Nagrody indywidualne
- 2017: MVP Mistrzostw Europy U-17[18]
- 2023: MVP turnieju finałowego Ligi Europejskiej[19]